# Zerihun Tadele
Zerihun Tadele, né le 31 octobre 1989, est un joueur éthiopien de football, évoluant au Saint-George SA.
Il compte une sélection en équipe nationale, lors de la rencontre comptant pour les éliminatoires de la CAN 2012 disputée le 27 mars 2011 face au Nigeria et perdue sur le score de quatre à zéro.
En janvier 2013, le sélectionneur Sewnet Bishaw le sélectionne dans le groupe des 23 joueurs choisis pour disputer la phase finale de la CAN 2013 en Afrique du Sud.